# Горбач Юрій
Горбач Юрій (псевдо.: «Снігур»; нар. 1921, Біла (тепер не існує), Жовківський район, Львівська область — пом. 17 травня 1951, ліс біля прис. Щирець с. Середкевичі, Яворівський район, Львівська область) — український військовик, лицар Бронзового хреста бойової заслуги УПА.

## Життєпис
Освіта — 4 класи народної школи. Член ОУНР із 1943 р. В УПА з літа 1944 р. Стрілець, а відтак член почоту командира сотні УПА «Галайда ІІ» (літо-осінь 1944). Восени 1944 р. через хворобу звільнений додому. Після одужання влився в лави збройного підпілля ОУН. Стрілець боївки СБ Магерівського районного проводу ОУН (1945—1948), бойовик надрайонного (1948 — весна 1950), а відтак окружного (весна 1950 — 05.1951) осередків СБ і одночасно виконував особливі доручення при окружному проводі ОУН. За час перебування у підпілля тричі був поранений. Загинів у бою з військами МДБ. Будучи пораненим застрелився, щоб живим не потрапити в руки ворога. Тіло загиблого облавники забрали у райцентр Магерів. Місце поховання не відоме.
Старший вістун (?), булавний (30.06.1949) УПА; відзначений Бронзовим хрестом бойової заслуги (30.11.1949).